# John Finn
John Joseph Finn (ur. 30 września 1952 w Nowym Jorku) – amerykański aktor charakterystyczny, reżyser, scenarzysta i producent filmowy.

## Życiorys
Urodził się w Nowym Jorku w rodzinie o korzeniach irlandzko−amerykańskich. W 1970 ukończył Eldred Central School w Eldred w stanie Nowy Jork. Później wstąpił do marynarki wojennej na kilka lat, po czym pracował jako kierowca limuzyny. W 1979 trafił na mały ekran jako majster w jednym z odcinków serialu NBC B.J. and the Bear u boku Grega Evigana. W 1992 wystąpił na off-Broadwayu w roli Victora Andrewsa w sztuce Pamięć z Milo O’Sheą i Frances Sternhagen.

## Filmografia
- Emmerdale Farm (1972) jako Kelvin Cooper (gościnnie)
- Rage! (1980) jako mężczyzna
- The Fall Guy (1981-1986) jako Pete (gościnnie)
- Fame (1982-1987) jako policjant (gościnnie)
- Zdrówko (Cheers, 1982-1993) jako Mitch Ganzell (gościnnie)
- Papież Greenwich Village (The Pope of Greenwich Village, 1984) jako Ginty
- Deathmask (1984) jako reporter
- Policjanci z Miami (Miami Vice, 1984-1989) jako Charles Hatch (1988) (gościnnie)
- Matlock (1986-1995) jako szeryf (1992) (gościnnie)
- Błękitny gliniarz (Shakedown, 1988) jako Barman
- Dowodzenie w piekle (Alone in the Neon Jungle, 1988) jako Benson
- Zagubiony w czasie (Quantum Leap, 1989-1993) jako Admirał Spencer (gościnnie)
- Chwała (Glory, 1989) jako sierżant Major Mulcahy
- Prawo i porządek (Law & Order, 1990) jako Freddo Parisi (gościnnie)
- Szok dla systemu (A Shock to the System, 1990) jako Motocyklista
- Godziny rozpaczy (Desperate Hours, 1990) jako Lexington
- Zwariowani detektywi (Loose Cannons, 1990) jako Gliniarz
- Mistyfikacja (Cover-Up, 1991) jako Jeff Cooper
- Street Justice (gościnnie, 1991-1993)
- Flying Blind (1992-1993) jako pan Rickman (gościnnie)
- Obywatel Cohn (Citizen Cohn, 1992) jako Sen. Charles Potter
- Robozaurus (Steel Justice, 1992) jako Lt. Bill Somes
- Gangster i dzieciaki (Mario and the Mob, 1992)
- Frasier (1993-2004) jako Tim (gościnnie)
- Peak Practice (1993-2002) jako oficer policji (gościnnie)
- Nowojorscy gliniarze (NYPD Blue, 1993-2005) jako Jimmy Matloe (gościnnie)
- Raport Pelikana (The Pelican Brief, 1993) jako Matthew Barr
- SeaQuest (SeaQuest DSV, 1993-1996) jako pułkownik Schrader (gościnnie)
- Geronimo: amerykańska legenda (Geronimo: An American Legend, 1993) jako kapitan Hentig
- Być człowiekiem (Being Human, 1993) jako detektyw Cobb
- Uciec, ale dokąd? (Nowhere to Run, 1993) jako Gliniarz przy pościgu
- Na krawędzi (Cliffhanger, 1993) jako agent Michaels
- Życie Carlita (Carlito's Way, 1993) jako Duncan
- Z Archiwum X (The X Files, 1993-2002) jako Michael Kritschgau
- Szpital Dobrej Nadziei (Chicago Hope, 1994-2000) jako dr Trevor Filburn (1994) (gościnnie)
- Eksplozja (Blown Away, 1994) jako kapitan Roarke
- Zbrodnicze zamiary (Murderous Intent, 1995)
- JAG − Wojskowe Biuro Śledcze (JAG, 1995-2005) jako major Klein (gościnnie)
- Truman (1995) jako Bob Hannagan
- Runway One (1995) jako Kolonel van Damme
- Klient (The Client, 1995-1996) jako Waite Calhoun (gościnnie)
- Okrutne ulice (EZ Streets, 1996-1997) jako kapitain Geary
- Ludzie miasta (City Hall, 1996) jako komisarz Coonan
- Millennium (1996-1999) jako William Garry (gościnnie)
- Szalony Koń (Crazy Horse, 1996) jako generał Crook
- W mroku (Gone in the Night, 1996) jako Gerry Harbin
- Gracze (Players, 1997-1998) jako porucznik Mike Harper (gościnnie)
- Ten pierwszy raz (Trojan War, 1997) jako Ben Kimble
- Turbulencja (Turbulence, 1997) jako Sinclair
- Inwazja (Invasion, 1997) jako Brown, kolonel w bazie lotniczej (niewymieniony w czołówce)
- Brooklyn South (1997-1998) jako oficer Ray MacElwaine (gościnnie)
- Kancelaria adwokacka (The Practice) (1997-2004) jako detektyw Henry Dokes (gościnnie)
- Jezioro Marzeń (Dawson's Creek, 1998-2003) jako szeryf John Witter (gościnnie)
- Strange World (1999) jako agent Richard H. Hoffman (gościnnie)
- Pociąg śmierci do Denver (Atomic Train, 1999) jako Wally Phister
- Prawdziwa zbrodnia (True Crime, 1999) jako Reedy
- Owoce miłości (Seasons of Love, 1999) jako Gorm Schrader
- W świetle dowodów (Deadlocked, 2000) jako Jake Fisque
- Lekarze (Doctors, 2000) jako Matthew Fenwright (gościnnie)
- Tajne przez poufne (Cover Me: Based on the True Life of an FBI Family, 2000-2001) jako Nathan Marston (gościnnie)
- Rakieta (Rocket's Red Glare, 2000) jako Wyatt Claybourne
- Niesamowite opowieści (Night Visions, 2001) jako Malone (2002) (gościnnie)
- Wbrew regułom (Philly, 2001-2002) jako Frank Maguire (gościnnie)
- Living in Hope (2002) jako Prezenter
- Shadow Realm (2002) jako Malone
- Nawrót depresji gangstera (Analyze That, 2002) jako Richard Chapin
- Złap mnie, jeśli potrafisz (Catch Me if You Can, 2002) jako Marsh, asystent dyrektora
- Dowody zbrodni (Cold Case, 2003) jako Tom Stillman
- Piętno (The Human Stain, 2003) jako Louie Borero
- Sons and Lovers (2003) jako Jerry
- Nożownik (The Hunted, 2003) jako Chenowith